# Tompo
Tompo (în rusă Томпо) este un râu din Republica Saha (o republică componentă a Federației Ruse, cunoscută și sub numele de Iacutia), care constituie un afluent de dreapta al râului Aldan⁠(d) și face parte din bazinul fluviului Lena. Râul Tompo dă numele raionului Tompo⁠(d). El curge prin regiuni pustii și, deși are un curs lung (570 km), străbate o singură așezare omenească: satul Topolinoe⁠(d).
Râul Tompo nu este navigabil. Suprafața bazinului hidrografic al râului este de 42.700 kilometri pătrați.

## Cursul râului
Tompo izvorăște de pe pantele sudice ale Podișului Elghi⁠(d). În cursul primilor aproximativ 400 kilometri (250 mi) ai săi, el prezintă caracteristicile unui râu de munte tipic, care curge printr-o vale adâncă și îngustă, delimitată de versanți abrupți.
În cursul său superior, Tompo curge aproximativ spre nord de-a lungul părții nordice a munților Suntar-Haiata⁠(d); dupa aproximativ 80 kilometri (50 mi) se întoarce și urmează în general o direcție spre vest în următorii aproximativ 200 kilometri (120 mi), străbătând partea de sud a Podișului Elghi⁠(d). În aval de confluența cu râul Delinea⁠(d), al doilea cel mai mare afluent al acestuia, care curge din partea centrală a platoului montan Iana-Oimeakon⁠(d), Tompo face o cotitură către SSE printr-un defileu adânc cu lungimea de aproximativ 130 kilometri (81 mi), care separă Munții Verhoiansk⁠(d) de la nord-vest și grupul de trei munți paraleli format din Ulahan-Bom⁠(d), Sette-Daban⁠(d) și Skalistîi⁠(d) de la sud-est. După confluența cu râul Menkiule, iese din munți și, curgând în direcția sud-vest, pătrunde în partea de est a Depresiunii Centrale Iacute, unde valea sa devine foarte largă și mlăștinoasă, albia râului împărțindu-se în brațe care curg leneș ca urmare a reducerii debitului. În cele din urmă, Tompo se apropie tot mai mult de malul drept al râului Aldan⁠(d) și se varsă în acesta, vizavi de satul Meghino-Aldan⁠(d), în amonte de vărsarea râului Barai⁠(d) în Aldan.

### Afluenți
Principalii afluenți ai râului Tompo sunt Hunhada, cu o lungime de 389 kilometri (242 mi), și Delinea⁠(d), cu o lungime de 357 kilometri (222 mi), pe partea dreaptă, precum și Menkiule, cu o lungime de 225 kilometri (140 mi) și Tomporuk, cu o lungime de 186 kilometri (116 mi) pe partea stângă. Există 1.662 de lacuri în bazinul râului Tompo cu o suprafață totală de 43,9 kilometri pătrați (16,9 mi2).